# Erik Dietman
Erik Dietman, né à Jönköping en Suède le 11 septembre 1937 et mort à Neuilly-sur-Seine le 28 juin 2002, est un sculpteur, peintre et dessinateur suédois. 
Artiste pluridisciplinaire, Erik Dietman s'est volontairement tenu en marge des mouvements artistiques de son époque avec lesquels il entretenait toutefois quelques affinités. Libre-penseur, c’est en artiste indépendant qu’il crée un corpus d’œuvres personnelles, oscillant entre réalité et poésie. La critique qu’il dresse contre les avant-gardes se teinte d’un humour subtil. Les dessins, les assemblages, les sculptures, s’articulent comme des rébus donnant une existence matérielle au mot. Son vocabulaire plastique, allant de l’assemblage composite au bronze monumental, conjugue la narration à la figuration et s’oriente vers le champ de la contrepèterie visuelle. Son art s'est imposé naturellement comme l'une des contributions les plus originales de la sculpture du XXe siècle.

## Biographie
Il se forge une solide culture artistique en visitant les expositions d’art moderne et s’intéresse à la littérature ainsi qu’à la poésie. Identifié comme objecteur de conscience, Erik Dietman est contraint de quitter la Suède en 1959 et s'établit à Paris, où il rencontre les membres du groupe Fluxus et du Nouveau Réalisme, Robert Filliou et Daniel Spoerri. Il entreprend ensuite de nombreux voyages qui lui permettent d’exposer à travers l’Europe.
Ayant consacré son parcours d'artiste à la sculpture, au dessin et à la peinture, il enseigne également la sculpture  à partir de 1999 à l'École nationale supérieure des beaux-arts de Paris. Une de ses élèves dans cette institution, Elsa Sahal, confie ainsi : « Les sculpteurs que j’ai eus comme professeurs aux Beaux-Arts m’ont bien sûr nourrie : Georges Jeanclos et Erik Dietman. [...] Quant à ma rencontre avec Dietman, elle fut essentielle dans ma formation car dans son atelier, tout était autorisé, permis, l’humour aussi, et on abandonnait l’esprit de sérieux de l’art moderne. ». Il meurt à Paris fin juin 2002.

## Influences
Les influences fondamentales d'Erik Dietman s’orientent, en premier lieu, vers la littérature. Il s'inspire de la poésie concrète de Öyvind Fahlström qu'il rencontre en 1953. La lecture d'Ulysse de James Joyce manifeste rapidement son intérêt pour les jeux de mots. Parmi les artistes de la modernité, Marcel Duchamp, Pablo Picasso, et surtout Francis Picabia suscitent son enthousiasme. Il vouera également une grande admiration à son ami Roland Topor, mais c’est finalement à Rabelais qu’il s’identifiera.

## Œuvre
En 1959, au moment de son installation en France, l’artiste réalise des peintures réalisées les yeux bandés, des collages et assemblages avec des matériaux hétéroclites. Dès 1963, ses premiers objets recouverts de sparadraps, Objets pansés, objets pensés, suscitent l’intérêt. Le bandage réalise alors l’unité formelle de l’assemblage ainsi sacralisé en œuvre d’art.
En 1963, il s'installe à Turin pour y préparer sa première exposition personnelle, Sparadraps, qui aura lieu un an plus tard à la galerie Il Punto Arte Moderna. Parallèlement, il réalise quelques photographies dans lesquelles il se met en scène avec des parties du corps pansées et critique avec ironie les prémices du Body Art.
Lors de la Biennale de Paris de 1965, il conçoit L’Abri anti-atomique, environnement entièrement recouvert de sparadrap.
À la fin des années 1960, il s’invente deux pseudonymes, F. T. Bidlake et Outil O'Tool, et en rédige les biographies. 
L’année 1975 est marquée par sa première rétrospective au musée d'art moderne de la ville de Paris, Vingt années de sueur, ainsi que de sa première œuvre monumentale, Le Monument à la dernière cigarette, à Ikast-Brande au Danemark. Après l'exposition importante qui lui est consacrée au Moderna Museet de Stockholm en 1976, Erik Dietman, conçoit de grands environnements éphémères, construits par assemblages, Vaguement Vert et L’Arc de triomphe pour la bataille du Louisiana, qu'il réalise en collaboration avec des enfants en 1978. Il redécouvre, à cette période, les matériaux traditionnels de la sculpture ; le marbre et le bronze, et simultanément montre des œuvres picturales lors de l’exposition « En sortant de chez Duchamp, j'ai trouvé les clefs de Picasso », en 1979 à la galerie Herta Klang de Cologne et au Nordjyllands Kunstmuseum d’Aalborg. 

À partir des années 1980, il renoue avec la sculpture de bronze, de verre, de pierre, et de marbre. Les pièces de moyennes dimensions, une fois réunies, constituent des installations aux allures monumentales. Dans cet esprit, il élabore l’installation L’art mol et raide ou L’épilepsisme-sismographe pour têtes épilées : Mini male head coiffée du grand mal laid comme une aide minimale décrite par le critique d’art Bernard Lamarche-Vadel de la façon suivante : 

« Cette installation se présente sous la forme d’une assemblée de crânes humains disposés sur des socles en ciment et de petits bronzes orientés à partir des orbites des crânes vers un mur où en surplomb est inscrite la figure d’un carré de quelques centimètres de côté ; la mort regarde le vide, la mort regarde une figure d’égalité, mais on peut aussi avancer cette interprétation, la mort regarde l’art moderne. »

Dans le cadre d’une commande publique pour le chai du lycée viticole de Château Dillon à Blanquefort, il développe une série de vingt-et-un nez, en divers matériaux, qui surplombent les fûts de chêne, intitulée Les Gardiens des fûts (1987).
En 1990, il réalise un ensemble de neuf sculptures uniques, en collaboration avec la manufacture nationale de Sèvres.   
En 1992, il réalise L'Ami de personne, sculpture publique pour le jardin des Tuileries à Paris, installée en 1999. Il s’agit d’une sculpture en bronze composée d’un personnage géant, monstrueux, qui semble tendre la main vers une petite chaise, en invitant le promeneur à s’y asseoir. Les traits du géant ne sont pas définis et apparaissent flous, comme une masse informelle.
Il participe à la seconde édition des Champs de la sculpture en 1999 en présentant Sans toi, la maison est chauve, déjà exposée en 1991 à la première édition de la biennale d'art contemporain de Lyon, et acquise en 1994 par le musée Cantini à Marseille.

### Prix
- 1989 : Grand prix national de la sculpture, décerné par le ministère français de la Culture

## Citations
- « Pour moi, c'est le monde qui est une sculpture, et dans le monde il y a les mots qui sont insuffisants et que j'aide à ma façon en leur fabriquant des objets[8]. »
- « Le sparadrap c’est le bronze du pauvre. »
- « J’ai toujours pensé que les peintres étaient simples d’esprit, sauf une poignée d’entre eux qui font de la sculpture mieux que les sculpteurs – voir par exemple Daumier, Degas, Gauguin, Matisse, Picasso, Barnett Newman, De Kooning et moi-même[9]. »

## Expositions personnelles
- 1964 : Sparadraps, Galleria Sperone, Turin.
- 1966 : Sparadraps, Galerie Mathias Fels, Paris  / L'ex-roi du sparadrap, Galerie l'Elefante,Venise /  Slow Mobiles and Bread, Galerie 20, Amsterdam.
- 1967 : La dernière exposition d'Erik Dietman, Galerie Hedenius, Stockholm.
- 1968 : E. Dietman + F.T Bidlake = Multiples, Galleria Christine Stein, Torino /  Rideau de fer belge, Galerie 20, Amsterdam.
- 1969 : Projet pour une place sans arbres, Galleria Apollinaire, Milano /  Douze idées, Galerie Mathias Fels, Paris.
- 1970  : For Gentlemen, Galerie Mathias Fels, Paris.
- 1971 : 10 skulpturer + grovt artdilleri, Galerie Buren, Stockholm  / Hommage à Outil O'Tool, Jysk Kunstgalleri, Köpenhamn.
- 1972  : Leçons de choses, Eat Art Galerie, Düsseldorf.
- 1973 : Notes et Commentaires, commentaires et notes, Galerie Bama, Paris.
- 1974 : Entre astronomie et pâtisserie, Galerie Massimo Valsecchi, Milano /  Lézards et Kleinkunst, Galerie Bama, Paris.
- 1975 : Vingt années de sueur, rétrospective, Arc 2, Musée d'Art Moderne de la Ville de Paris /  Exercices de style, Hôtel d'Angleterre, Köpenhamn.
- 1976 : Le Grand Livre Sterling, Galerie Bama, Paris / Stoned in Venice, Galerie Massimo Valsecchi, Milano,  Galerie Tanit, München /  Boulevard Dietman, Objekt 1962-1976, Moderna Museet, Stockholm.
- 1977 : Matissage (avec Malaval), Galerie Vallois, Paris /  La Dernière Cigarette, monument, Ikast.
- 1978 : Vaguement Vert, construction avec une centaine d'enfants et l'aide de Mark Brusse, Musée des enfants, Musée d'Art Moderne de la Ville de Paris, Paris /   Arc de Triomphe pour la Bataille du Louisiana, construction avec 30 enfants de l'école Humlebaek, Louisiana Museum /  Dietman samlar - Dit man Samlar, construction avec les enfants de Stockholm, Moderna Museet
- 1979 : En sortant de chez Duchamp, j'ai trouvé les clefs de Picasso, Galerie Herta Klang, Köln / Nordjyllands Kunstmuseum, Aalborg.
- 1980 : Ett at 10 talistiskt huvudverk, Galerie Leger, Malmö /  Les vacances de Monsieur Pableau, Galerie Bama, Paris /  Comment prendre un tableau par le derrière, Centre culturel suédois, Paris.
- 1981 : Bilder och bildelar, Galerie Forum, Stockholm,  Galerie Camomille, Bruxelles /  Landskab og figurer, Galerie Arnesen, Copenhague /  Palais de Sauce-Arts, construction avec les enfants de Bruxelles, Palais des Beaux-Arts, Bruxelles.
- 1982 :  Helt fran Vattern, Lansmuseet, Jönköping  / Transes (à Van Garde), Galerie Bama, Paris.
- 1983 : Minimal Brut, Galerie Camomille, Bruxelles.
- 1984 : Skulptur, Galerie Aronowitsch, Stockholm /  Exilirium, Galerie Bama, Paris.
- 1985  : Polaroider, Lilla Galleriet, Helsingborg,  Galerie Asbaek, Copenhague /  Sculpture, Anthony Reynolds Gallery, Londres.
- 1986 : Réflexions sur la Sculpture Moderne, La Criée-Halle d'Art Contemporain, Rennes /  Les gardiens de fûts, œuvre monumentale pour les chais de Château Dillon, Blanquefort.
- 1987 : Erik Dietman, rétrospective, Moderna Museet, Stockholm /  Œuvres sur papier, Galerie 13, Stockholm, Galerie Bronda, Helsinki / Yesterday and the day before, today and tomorrow œuvre monumentale réalisée dans le futur parc de sculpture de Séoul.
- 1988 : Erik Dietman,  rétrospective, Stedelijk Museum, Amsterdam /  Dessins, Galerie Camomille, Bruxelles /  Erik Dietman, rétrospective, Musée Saint-Pierre Art Contemporain, Lyon.
- 1989 : 42 vues du Mont Angoisse et sans victoire chien de Cézanne et quelques pièces détachées,  Galerie Claudine Papillon, Paris,  Galerie Catherine Issert, Saint-Paul-de-Vence (avec B Lavier et J-M Alberola), Galerie 13, Stockholm.
- 1990 : Bronze Age, Iron Age, Middle Age Galerie Anthony Reynolds, Londres /  Récentes Œuvres Ressenties, Centre de Création Contemporaine, Tours /  Saoul Seul à Séoul, Galerie Oniris, Rennes /  Réflexions sur la Sculpture, Galerie Rudolf Zwirner, Cologne.
- 1992  : Papa pied, Papy Erik,  Galerie Catherine Issert, Saint-Paul-de-Vence.
- 1993 : Hommage à Rabelais, Ecole d'Art de Blois /  Cinq Chanel 5 du Moyen Âge au zinc du Channel, Galerie de l'Ancienne Poste, Calais /  Att Anhava eller icke hava en Dietman, det är fragan, Galerie Anhava, Helsinki.
- 1994 :   Erik Dietman : Sans titre.Pas un mot. Silence, Galerie Sud, Centre Georges Pompidou, Paris /  À toi Rabelais qui a su boire avant la soif, FRAC Champagne-Ardenne, Reims.
- 1995 : Pique-nique dans mon âme, Belvédère du Château de Prague et Institut Français de Prague /  Trait portrait, Galerie Jacques Barbier, Paris /  Injures, Galerie Claudine Papillon, Paris.
- 1996 : Mise en place d'une sculpture monumentale au Lamentin, Guadeloupe /  Oh! Perrette, Opérette pour bronze et eau, installation d'une fontaine à la Nouvelle faculté de Droit de Montpellier /  Erik Dietman Sculptor Classicus, Württembergischer Kunstverein, Stuttgart.
- 1997 : Verres divers, Couvent San' Apollonia, présence française, Biennale de Venise / Erik Dietman, Sculptor Classicus, Musée d'Art Moderne, Saint Etienne /  Installation d'une sculpture monumentale, Tong Yong, Corée / Verres d'hiver, Union Centrale des Arts-Décoratifs, Paris.
- 1998 : Verres d'hiver, Statna Galeria, Banska Bystrica, Slovaquie /  Double Sauce Périgueux, ADDC espace culturel François Mitterrand, Périgueux.
- 1999 : För fulla glas, National Museum, Stockholm, Galerie William Aronowitsch, Stockholm /  Les arbres d'Odile et autres nouvelles, nouvelles, Centre culturel suédois, Paris /  Ceramic-mac, Le Parvis 3, Pau.
- 2000 : Un nez dans le verre, un verre dans le nez, musée des Beaux-Arts, Nancy / L'Ami de personne, installation d'une sculpture monumentale dans le Jardin des Tuileries réalisée en 1992, Paris /   Inauguration d'une sculpture monumentale, Ministère des Affaires étrangères, Stockholm.
- 2001 : Éloge de l'envie, MAMAC, Nice.
- 2010 : Erik Dietman : Dessins sans regarder, Musée d'art moderne de Saint-Étienne.
- 2011 : Erik Dietman, Monomental, Fondation Maeght.
- 2018 : Opus Oh Puce Aux Puces, Musée des beaux-arts de Lyon, exposition à la suite d'une importante donation[10].

### Filmographie
- 1988 : Alan Vollerin (réal.), Erik Dietman : entre lard et l’art, entretiens, Éditions Mémoires des arts, 1988. Vidéo VHS, 18 min.